# Seth Davies
Seth Davies (* 1988 oder 1989) ist ein professioneller US-amerikanischer Pokerspieler.
Davies hat sich mit Poker bei Live-Turnieren mehr als 22,5 Millionen US-Dollar erspielt. Er gewann 2016 das Main Event der World Poker Tour.

## Persönliches
Davies besuchte die University of Oregon in Eugene. Er lebt in Bend im US-Bundesstaat Oregon.

## Pokerkarriere

### Werdegang
Davies erzielte seine erste Geldplatzierung bei einem Live-Turnier im Juni 2010 im Venetian Resort Hotel am Las Vegas Strip. Im Juni 2011 war der Amerikaner erstmals bei der World Series of Poker (WSOP) im Rio All-Suite Hotel and Casino am Las Vegas Strip erfolgreich und kam bei zwei Turnieren der Variante No Limit Hold’em in die Geldränge, u. a. belegte er den 123. Platz im Main Event. Ende Juni 2012 erreichte er seinen ersten WSOP-Finaltisch und wurde bei einem Event mit Ante Only Siebter für rund 30.000 US-Dollar Preisgeld. Anfang Mai 2016 gewann Davies das Main Event der World Poker Tour (WPT) in Kahnawake und sicherte sich eine Siegprämie von mehr als 250.000 Kanadischen Dollar. Mitte August 2016 belegte er bei der Seminole Hard Rock Poker Open Championship in Hollywood, Florida, nach verlorenem Heads-Up gegen Jason Koon den zweiten Platz und erhielt 575.000 US-Dollar. Im September 2017 wurde der Amerikaner beim fünften Event der Poker Masters im Aria Resort & Casino am Las Vegas Strip Vierter für 324.000 US-Dollar. Ende August 2018 belegte er bei einem 50.000 Euro teuren Event der European Poker Tour (EPT) in Barcelona den mit mehr als 200.000 Euro dotierten sechsten Platz. Mitte September 2018 wurde er beim sechsten Turnier der Poker Masters Dritter für über 350.000 US-Dollar. Im Dezember 2018 belegte Davies beim Five Diamond World Poker Classic im Hotel Bellagio am Las Vegas Strip den dritten Platz beim zweiten Bellagio 25K und erhielt aufgrund eines Deals mit Nick Petrangelo und Sergio Aido ein Preisgeld von mehr als 250.000 US-Dollar. Vier Tage später setzte er sich beim dritten Bellagio 25K durch und sicherte sich nach einem Deal mit Isaac Haxton rund 340.000 US-Dollar. Ende August 2019 belegte der Amerikaner bei einem Turnier der EPT Barcelona den zweiten Platz und erhielt ein Preisgeld von rund 720.000 Euro. Mitte November 2019 erreichte er als Chipleader den Finaltisch des Super High Roller Bowl Bahamas und beendete das Turnier als Fünfter für rund eine Million US-Dollar. Im Dezember 2019 saß Davies beim WPT-Main-Event im Bellagio am Finaltisch und erhielt für seinen dritten Platz knapp 830.000 US-Dollar. Während der Super High Roller Series Europe im nordzyprischen Kyrenia durchbrach er im August 2021 aufgrund von vier Geldplatzierungenen inklusive eines Sieges im achten Event die Marke von 10 Millionen US-Dollar an kumulierten Turnierpreisgeldern. Bei der WSOP 2021 wurde der Amerikaner beim Super High Roller Vierter und sicherte sich knapp eine Million US-Dollar. Anfang Mai 2022 belegte er bei eintägigen High-Roller-Events der EPT in Monte-Carlo einen zweiten und einen ersten Platz, was ihm Preisgelder von über 770.000 Euro zusicherte. Im selben Monat erzielte Davies drei Geldplatzierungen bei der Triton Poker Series in Madrid und erhielt knapp 1,5 Millionen Euro. Auch bei der Triton Series in Kyrenia war er im September 2022 bei fünf Events erfolgreich und sicherte sich Auszahlungen von über 2,2 Millionen US-Dollar. Ende Januar 2023 wurde der Amerikaner beim Super High Roller des PokerStars Caribbean Adventures auf den Bahamas Zweiter und erhielt aufgrund eines Deals mit Adrián Mateos und Isaac Haxton über einer Million US-Dollar.

### Preisgeldübersicht
| Jahr   | Preisgeld (in $) | Turniersiege |
| ------ | ---------------- | ------------ |
| 2010   | 1.874            | 0            |
| 2011   | 57.706           | 0            |
| 2012   | 59.243           | 0            |
| 2013   | 1.797            | 0            |
| 2014   | 3.881            | 0            |
| 2015   | 70.824           | 0            |
| 2016   | 973.247          | 2            |
| 2017   | 572.287          | 0            |
| 2018   | 1.683.944        | 1            |
| 2019   | 4.175.684        | 2            |
| 2020   | 1.028.572        | 0            |
| 2021   | 3.585.391        | 1            |
| 2022   | 5.422.080        | 1            |
| 2023   | 4.971.396        | 0            |
| gesamt | 22.607.926       | 7            |